# Cyberjaya
Cyberjaya est une ville nouvelle de Malaisie. Elle a été inaugurée le 8 juillet 2003 par le premier ministre de l'époque, Mahathir Mohamad.
Le but est de créer une ville intelligente et reliée avec toutes les TIC, afin d'accueillir des entreprises multinationales à haute valeur ajoutée.

## Site
- superficie d'environ 3 000 hectares.
- située à 25 km au sud de Kuala Lumpur en direction de l'aéroport.

Cyberjaya occupe des zones auparavant dédiées aux plantations de palme ou à la savane.

Elle est près de la nouvelle capitale administrative : Putrajaya.
Cette dernière a été élevée au rang de territoire fédéral. L'objectif est de transférer tous les ministères hors de Kuala Lumpur et de rationaliser les services gouvernementaux par un urbanisme adéquat.

L'ensemble est appelé Super Corridor Multimédia, en référence à la Silicon Valley.

## Buts
L'ambition gouvernementale est de combiner la création d'une ville nouvelle de délestage de Kuala Lumpur avec un encouragement à développer des activités économiques de recherche et développement.
Microsoft, BMW, Nokia ont décidé d'y installer leur siège régional. L'université multimédia y a aussi son campus principal.
Cependant, le projet qui avait été lancé dans l'euphorie des années 1990, a été freiné par les conséquences de la crise économique asiatique.
L'objectif est d'en faire une ville de 100 000 habitants en 2010.